# Диас, Химена
Донья Химена Диас (исп. Jimena Díaz); не позднее 24 июля 1046, Овьедо, Королевство Астурия — около 1116, Кастрильо-дель-Валь, Кастилия и Леон) — супруга Эль Сида, наследница своего мужа в Валенсии, которой правила в 1099—1102 годах.

## Биография

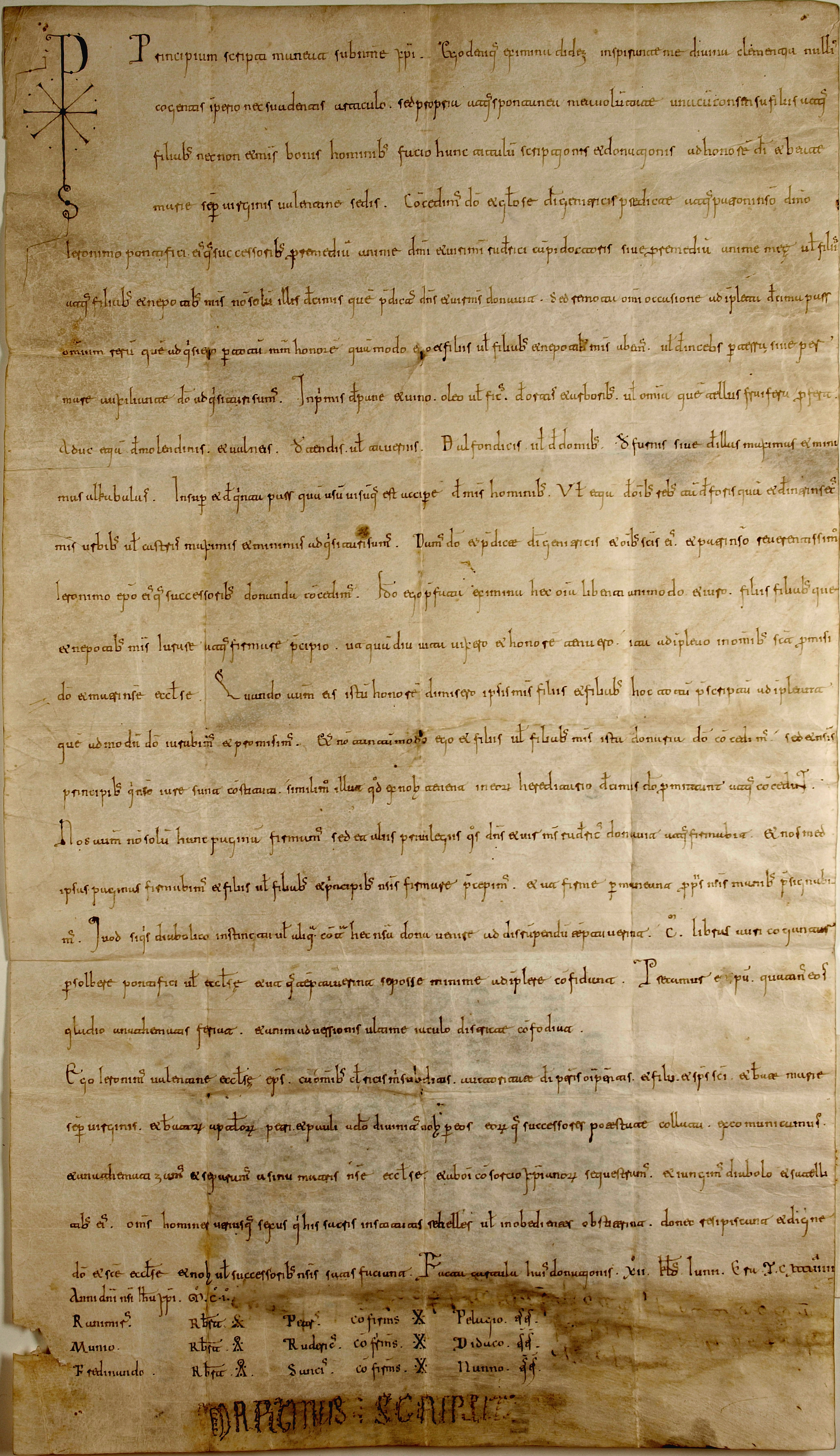
Документ о пожертвовании собору Валенсии, 1101 год.

Дочь Диего Фернандеса, графа Овьедо и его жены Кристины. Сестра Фернандо Диаса.
После свадьбы с Родриго Диасом (июль 1074/12 мая 1076) Химена Диас всюду сопровождала своего мужа, хотя до сих пор неясно, жила ли она с ним в тайфе Сарагосы во время его первого изгнания (1080—1086). Также доподлинно неизвестно, переехала ли она с ним в Астурию, хотя существуют свидетельства, позволяющие предположить, что она была с ним даже в периоды разлуки (судебный иск от Тола в 1083 году).
В начале второго изгнания Сида в 1089 году, Химена со своими детьми, Кристиной, Диего и Марией, была заключена в тюрьму по приказу короля Леона и Кастилии Альфонса VI. Больше ничего не известно о жизни Химены до конца 1094 года, когда 21 октября Родриго Диас, выиграв битву при Куарте, взял контроль над Валенсией, воссоединился со своей супругой. Они были вместе до его смерти в 1099 году.
С этого момента и до 1102 года она была сеньорой Валенсии; её родственник Альфонсо VI решил поджечь и покинуть город Альморавидов поскольку больше не мог его оборонять. Альфонсо VI сопровождал Химену, когда она возвращалась в Кастилию. Примерно к тому же времени относится документ с подписью Химены о пожертвовании, сделанном ею собору Валенсии в 1101 году.
В 1103 году в монастыре Сан-Педро-Карденья она подписала документ о продаже монастыря двум каноникам в Бургосе. Этот факт не означает, что Химена в старости жила в аббатстве, как гласит легенда, которую монастырь сохранил до XVIII века в агиографических текстах, известных как «Легенда Кардены». Скорее всего, в последние годы она жила в Бургосе или в его пригороде. Она умерла где-то между 29 августа 1113 и 1116 годами. Из троих её детей Диего был убит в сражениях под командованием Альфонсо VI в 1097 году; Кристина вышла замуж за Рамиро Санчеса и стала матерью короля Наварры Гарсии IV Рамиреса; а Мария была женой принца Арагона Рамона Беренгера III, графа Барселоны.

## В кино
- 1961 — Эль Сид (фильм). В роли Софи Лорен.
- 1984 — Руи — маленький Сид (фильм)
- 2003 — Легенда о рыцаре (мультфильм)
- 2020 — Эль Сид / El Cid (сериал, Испания, Amazon Studios, Zebra Producciones S.A.). В роли Люсия Герреро.